# 円覚経
『円覚経』（えんがくきょう）、正式名称『大方広円覚修多羅了義経』（だいほうこうえんがくしゅたらりょうぎぎょう）1巻は、唐代中国で撰述された仏典（偽経または疑経）の一つで、「大円覚心」を得るための方法を説く。唐の仏陀多羅訳とされる。訳者の仏陀多羅については『宋高僧傳』『續古今譯經圖紀』『開元釋教録』にそれぞれ小伝があるが、記述内容は何れも類似で漢訳時期等の詳細は不明である。

## 概要
『円覚経』の内容は、本来、真浄明徹な大円覚心を実証具現するには、上・中・下の三機根に応じて、奢摩他（samatha）・三摩鉢提（samāpatti）・禅那（dhyāna）の三種の浄観を修習すべしと説く。
『円覚経』は7世紀末から8世紀初めにかけての成立であると考えられているが、初期の禅宗の灯史である『伝法宝紀』（でんほうぼうき、713年）に早くも引用されている。中国唐代撰述の偽経ではあるが、圭峰宗密 が25歳で『円覚経』に出会い、29歳で受戒、37歳（816年）以降生涯をかけて多くの疏鈔を撰述した。その後、中国仏教に大きな影響を与えてきた大乗起信論にとって代る重要経典となった。宗密の後、宗派を問わず、多くの注釈書が撰述された。後世、同じく中国撰述経典である『楞厳経』と共に「教禅一致」を説く経典と見なされ、宋・元・明と時代が下がるに従って重視されるようになった。荷沢宗の法系に属する圭峰宗密は、この経を最高のものと位置づけ、生涯をその研究・注疏撰述に献げて、『略疏』4巻・『略疏鈔』12巻・『大疏』12巻・『大疏鈔科』3巻・『大疏釈義鈔』13巻などを著した。

## 原文
- 『大正新脩大蔵経』巻17「経集部」『大方廣圓覺修多羅了義經』大唐罽賓三藏佛陀多羅譯[14]

## 日本語訳書
柳田聖山『中国撰述経典 -（仏教経典選 (13)） 円覚経』1987年 筑摩書房 ISBN 978-4480330130

## 注・出典
1. ↑  大正蔵収録のテキストの標題は『大方廣圓覺修多羅了義經　大唐罽賓三藏佛陀多羅譯』SATデータベース (T0842_.17.0913a25-0922a24)となっている。
2. ↑  『宋高僧傳 唐洛京白馬寺覺救傳』SATデータベース(T2061_.50.0717c06 - c14)「釋佛陀多羅。華言覺救。北天竺罽賓人也。齎多羅夾誓化支那。止洛陽白馬寺。譯出大方廣圓覺了義經。此經近譯不委何年。且隆道爲懷務甄詐妄。但眞詮不謬。豈假具知年月耶。救之行迹莫究其終。大和中圭峯密公著疏。判解經本一卷後分二卷成部。續又爲鈔演暢幽邃。今東京太原三蜀盛行講演焉」
3. ↑  『續古今譯經圖紀 沙門佛陀多羅傳』SATデータベース(T2152_.55.0369a03 - a06)「沙門仏陀多羅唐云覺救。北印度罽賓人也。於 東都白馬寺。譯大方廣圓覺修多羅了義經一卷此經近出不委何年。且弘道爲懷務甄詐妄。但眞詮不謬豈假具知年月耶」
4. ↑  『開元釋教録 沙門佛陀多羅傳』SATデータベース(T2154_.55.0564c28 - a04)「沙門佛陀多羅。唐云覺救。北印度罽賓人也。於東都白馬寺譯圓覺了義經一部。此經近出不委何年。且弘道爲懷務甄詐妄。但眞詮不謬豈假具知年月耶」
5. ↑  山崎宏『圭峯宗密について』印度學佛教學研究 1967年 15巻 2号 p.490-495、pdf
6. ↑  文殊師利、普賢、普眼、金剛蔵、弥勒、清浄慧、威徳自在、弁音、浄諸業障、普覚、円覚、賢善首の十二菩薩を対告衆として如来が説いた妙理。
7. ↑   鎌田茂雄「円覚十二菩薩の形成 -『円覚経』の造像化-」印度學佛教學研究 1998年 47巻 1号 p.38-44 pdf p.38上
8. ↑  SATデータベース（T2838_.85.1291a03 - c13）『傳法寶紀并序』
9. ↑   中国語版ウィキソースに本記事に関連した原文があります：宋高僧傳卷第六（義解篇第二之三〈(正傳十四人中十一:唐圭峯草堂寺宗密傳）
10. ↑  岩城英規*「中国天台における『円覚経』」 印度學佛教學研究 1988年 37巻 1号 p.116-118 pdf p.116上 （*天台宗鹿島山来迎院常林寺住職）
11. ↑  なお、道元は「教禅一致」に批判的な立場で、この二経の価値を全く否定したということが知られる。
12. ↑  鎌田茂雄によれば、圭峰宗密は前後10回に亘って『円覚経』を註疏している。『円覚経大疏』3巻、『円覚経大疏科文』1巻、『円覚経大疏釈義鈔』13巻、『円覚経略疏』4巻、『円覚経略疏科』2巻、『円覚経略疏鈔』12巻、『円覚経纂要』2巻、『円覚経道場修証儀』18巻、『円覚経道場六時礼』1巻、『円覚経礼懺略本』4巻である。（『宗密教学の思想史的研究-中国華厳思想史の研究第二-』 1975年 東京大学出版会 p.83–85）
13. ↑  岩城英規「『首楞厳経』の解釈 -『円覚経』注釈との比較に焦点を当てて-」印度學佛教學研究 2004年 53巻 1号 p.105-109 pdf p.105下
14. ↑  SATデータベース(T0842_.17.0913a25-0922a24)